# Gharjistan
El Gharjistan (o Gharčistan) és una comarca històrica de l'Afganistan situada a l'orient d'Herat a la vall del riu Murghab al nord del riu Hari Rud. El nom voldria dir "País dels muntanyesos".

## Història
Abans de l'època musulmana estava governat per prínceps locals heftalites. Fou envaït per Àssad ibn Abd-Al·lah governador del Khurasan (primera vegada 723-727) vers el 725 o 726. El reietó local (títol shar = rei) Namrun va fer un acord de pau i va adoptar l'islam com religió. Les principals ciutats eren Baghin i Shurmin, esmentades per diversos geògrafs àrabs, que no han estat identificades.
Muhàmmad ibn Qaram va fer nombroses conversions a la regió cap a la seva heretgia abans de la seva mort el 869; centres càrmates es van mantenir al territori bastant de temps. Els reis locals van reconèixer la sobirania dels samànides.
Sotmès el país per Mahmud de Gazni en una data desconeguda, estava revoltat el 1012 quan Mahmud el va sotmetre per segons vegada; el xah Abu-Nasr Muhàmmad fou fet presoner i portat a Gazni on va morir el 1015. Inicialment va quedar sota el control del governador gaznèvida de Merv (Marw al-Rudh) però al cap d'un temps els sobirans locals tornaven a governar, a tot tardar sota els gúrides. El soldà seljúcida Màlik-xah tenia un esclau turc originari del Gharjistan, de nom Anuixtigin, a qui vers el 1077 va enviar com a governador de Coràsmia i fou l'ancestre de la dinastia fundador de la dinastia Anuixtigínida. Els reis locals es van sotmetre als mongols vers 1222 i van continuar governant el país com a vassalls; el darrer és esmentat el 1315. El nom de Gharjistan ja no torna a aparèixer.